# Eulithis obscurata
Eulithis obscurata là một loài bướm đêm trong họ Geometridae.